# Кашков, Антонин Алексеевич
Антони́н Алексе́евич Кашко́в (24 июля 1918, Ельняги, Арбанская волость, Царевококшайский уезд, Казанская губерния — 5 декабря 2012, Йошкар-Ола, Марийская АССР) — советский деятель культуры, партийно-советский работник, общественный деятель. Директор Марийского республиканского научно-краеведческого музея (ныне Национального музея Республики Марий Эл им. Т. Евсеева) (1967–1974). Участник Великой Отечественной войны. Член КПСС с 1947 года.

## Биография
Родился 24 июля 1918 года в д. Ельняги ныне Медведевского района Марий Эл. Трудовую деятельность начал в 1936 году фельдшером Чирковского медицинского пункта Оршанского района Марийской АССР.
С 15 октября 1939 года — в Красной Армии. Участник Великой Отечественной войны: артиллерист стрелковой дивизии Харьковского военного округа, старший лейтенант. Демобилизовался 15 сентября 1941 года по инвалидности II группы.
В 1947 году был принят в КПСС. В 1949 году окончил МГПИ им. Н. К. Крупской, работал заведующим учебной частью Культпросветшколы г. Йошкар-Олы. В 1957—1967 годах — инспектор, инструктор оргинструкторского отдела Совета Министров Марийской АССР.
В 1967—1974 годах — директор Марийского республиканского научно-краеведческого музея (ныне — Национального музея Республики Марий Эл им. Т. Евсеева).

## Музейная деятельность
Под руководством А. А. Кашкова в 1967 году к 50-летию Советской власти в музее был открыт отдел истории советского периода и построена экспозиция отдела истории досоветского периода. В 1969—1970 годах созданы экспозиции отделов природы и истории советского периода. Велась реконструкция здания музея: проводились внутренний ремонт, капитальный ремонт подсобных помещений, крыши основного здания, капитальный ремонт зданий мемориальных музеев И. С. Палантая и С. Г. Чавайна. В 1968 году музей получил автобус, вследствие чего улучшилась массовая работа с сельчанами. В составе агитпоезда работники массового отдела музея в течение 2-х лет ездили по Марийской республике с передвижными выставками, читали научные лекции.
Неоднократно выступал с лекциями в городах и районах Марийской АССР. Имея 38-летний стад пропагандистской работы, успешно проводил в музее семинарские занятия с научными сотрудниками.
При А. А. Кашкове в 1971 году Марийский республиканский научно-краеведческий музей отмечал свой 50-летний юбилей. Празднование было перенесено на более поздний срок, поскольку весь 1970 год в музее продолжались работы по созданию постоянных экспозиций. Торжественное собрание состоялось 25 июня 1971 года в здании Республиканского русского драмтеатра. Кроме руководства Марийской АССР музей поздравляли приехавшие в Йошкар-Олу руководители Государственного этнографического музея Эстонской ССР, Государственного музея Татарской АССР, Саранского краеведческого музея и других музеев страны. Музей наградили Почётной грамотой Президиума Верховного Совета МАССР. Сам А. А. Кашков вместе с несколькими другими сотрудниками музея получил Почётную грамоту Марийского обкома КПСС и Совета Министров МАССР.

## Общественная деятельность
Председатель месткома, член бюро партийных организаций МГПИ им. Н. К. Крупской и Совета Министров Марийской АССР, Совета Марийского обкома профсоюзов культуры, Президиума Совета ВООПИИиК, Всесоюзного общества «Знание», Учёного Совета МарНИИ.

## Награды
- Орден Отечественной войны II степени (06.04.1985)[6]
- Медаль «За победу над Германией в Великой Отечественной войне 1941—1945 гг.» (1945)[6]
- Медаль «За доблестный труд в Великой Отечественной войне 1941—1945 гг.»[2]
- Медаль «За доблестный труд. В ознаменование 100-летия со дня рождения Владимира Ильича Ленина»
- Почётная грамота Марийского обкома КПСС и Совета Министров Марийской АССР[2]
- Почётная грамота Министерства культуры Марийской АССР и Марийского обкома профсоюза работников культуры[2]
- Почётная грамота Йошкар-Олинского горкома КПСС (1968)[2]
- Почётная грамота Республиканского общества ВДПО (1967)[2]
- Почётная грамота Всесоюзного общества «Знание» (1967, 1968)[2]